# Меморіал Ньюфаундленду в Бомон-Амелі
Меморіал Ньюфаундленду в Бомон-Амелі — це меморіальне місце в комуні Бомон-Амель (департамент Сомма) на півночі Франції. Його споруджено на честь полеглих солдатів домініону Ньюфаундленд, які служили в армії Британської імперії під час Першої світової війни. Це найбільший з п'яти військових меморіалів Ньюфаундленду у Франції та Бельгії.
Меморіал розміщений приблизно за дев'ять кілометрів на північ від міста Альбер, де 1 липня 1916 року почалася битва на Соммі. Вже в перший день битви на Соммі під час атаки в цьому місці був майже цілком знищений Королівський ньюфаундлендський полк. Тому після закінчення війни Домініон Ньюфаундленду придбав ділянку площею 34 га і побудував меморіал загиблим військовим Ньюфаундленду. Пам'ятник створив британський скульптор Безіл Ґотто. 7 червня 1925 року його урочисто відкрив Дуґлас Гейґ, колишній головнокомандувач Британських експедиційних сил у Франції.
Великий меморіальний парк Ньюфаундленду був спроектований ландшафтним архітектором R.H.K. Cochius, родом з Нідерландів. Окрім кількох збережених траншей часів Першої світової війни та низки менших меморіалів, до складу парку входять три військові кладовища:
- Готорн-Рідж № 2 (214 могил, у тому числі 191 британські і 23 ньюфаундлендські)
- Гантерс (46 могил)
- Яр "Y"  (366 могил, включаючи 328 британських і 38 ньюфаундлендські)

Над парком височіє бронзовий карібу, що стоїть на вершині рукотворної скелі, гордо звернений у бік ворога. Тварина є символом Королівського Ньюфаундлендського полку.
9 квітня 1997 року це місце було визнано Національним історичним місцем Канади під назвою Національне історичне місце Бомон-Амель.